# Еггерт Реедер
Еггерт Ганс Реедер (нім. Eggert Hans Reeder; 22 липня 1894, Поппенбюль — 22 листопада 1959, Вупперталь) — партійний діяч НСДАП, юрист, чиновник, правитель ряду окупованих регіонів, группенфюрер СС.

## Біографія
Учасник Першої світової війни, лейтенант резерву. Навчався в університеті, потім служив судовим клерком і чиновником. Член НСДАП з 1933 року, СС з 1939. Брав участь в плануванні вторгнення в Бельгію. Під час Другої світової війни був цивільним адміністратором захоплених Вермахтом Бельгії та Північної Франції. Під час Голокосту намагався не допустити депортації в табори смерті євреїв, що народилися в Бельгії. В основному йому і кільком іншим особам (зокрема, це Роберт де Фой, про роль особистості якого історики сперечаються до цих пір), які співпрацювали заради досягнення цієї мети, вдалося запобігти їх загибелі, проте набагато більше число ненароджених в Бельгії бельгійських євреїв були депортовані з країни і знищені.
18 квітня 1945 року взятий в полон. Влітку 1947 року переданий бельгійській владі. 9 березня 1951 року засуджений до 12 років позбавлення волі. 26 березня переданий владі ФРН, 9 липня помилуваний Конрадом Аденауером і 31 липня звільнений.

## Звання
- Штандартенфюрер СС (31 серпня 1939)
- Оберфюрер СС (9 листопада 1939)
- Бригадефюрер СС (21 листопада 1940)
- Группенфюрер СС (9 листопада 1943)

## Нагороди
- Залізний хрест 2-го і 1-го класу
- Нагрудний знак «За поранення» в чорному
- Почесний хрест ветерана війни з мечами
- Почесна шпага рейхсфюрера СС
- Кільце «Мертва голова»
- Орден Корони (Бельгія), великий офіцерський хрест (20 травня 1938) — вручений королем Леопольдом.
- Хрест Воєнних заслуг 2-го і 1-го класу з мечами
- Німецький хрест в сріблі (17 серпня 1943)